# RahXephon
Pour l’article homonyme, voir RahXephon (manga).
Autre
RahXephon (ラーゼフォン, Rāzefon) est une série télévisée d’animation japonaise réalisée par Yutaka Izubuchi au sein du studio Bones, et diffusée sur Fuji TV entre janvier et septembre 2002
La série a par la suite été adaptée en long métrage et en manga.

## Synopsis
Kamina Ayato, jeune lycéen à Tokyo, part comme tous les jours à l’école avec ses amis : Hiroko et Mamoru. À la suite de l'accident de leur métro, Ayato se rend compte que Tokyo est en guerre contre un envahisseur inconnu. Guidé par un chant, Ayato rencontre Reika, une fille de son âge. À la première croisée de leurs regards, Ayato semble la reconnaître.
Fuyant l’hostilité des combats, les deux jeunes gens arrivent dans un temple secret où se trouve un gigantesque œuf. Tandis que les combats font rage et que deux Dolems (des créatures faites d’argile) viennent en renfort pour défendre la ville, Reika reprend son chant. Ayato semble emporté par celui-ci, l’œuf découvert éclot et dévoile le RahXephon, un humanoïde gigantesque, qui met un terme aux combats de façon expéditive.
Le lendemain, Ayato est troublé par les événements de la veille. Il se souvient de quelques images : le RahXephon, les Dolems, un combat … Mais rien n’est encore clair dans son esprit. Justement, Haruka, une étrange inconnue, va proposer à Ayato de tout lui expliquer …

## Personnages

### Muliens
Les Muliens ressemblent aux humains, hormis leur sang de couleur bleue et certaines capacités mystiques. De plus leur niveau technologique, principalement illustré par les Golems (ou Dolems), est plus avancé que celui des humains “normaux”. Ils sont présentés comme originaires du continent perdu de Mu, disparus de la surface de la Terre en même temps que ce dernier.
Quon KisaragiPrésentée au début du récit comme la sœur adoptive de Kisaragi Itsuki, cette adolescente engoncée dans sa combinaison de survie s’exprime énigmatiquement, en phrases obscures et poétiques. Appelant systématiquement Ayato « Olin » (ou « Orin »), désirée par bien des hommes de TERRA, elle est le sujet d’étranges expériences et a une place importante dans le conflit opposant Mu et TERRA. Elle s’avère en réalité être la sœur de Maya, et la mère de Itsuki et Ayato. Elle deviendra également le RahXephon noir afin d’inonder le monde de musique et de lumière.
Maya KaminaMère adoptive d’Ayato, elle est la responsable de la section militaire de Mu. Mystérieusement apparue au pied de temple de Kamikakushi avec Quon étant enfant, elle a été adoptée par Rikudo Shôgo. Sombre et déterminée, ses objectifs resteront secrets tout au long de la série. Son prénom — « Maya » — peut rappeler la culture Maya, présentée comme descendant du peuple du continent de Mu. Ayato apprendra par la suite qu’elle n’est pas sa mère génétique.
Mamoru TorigaiAmi d’Ayato et de Hiroko, ce jeune homme calme et posé a de forts sentiments pour Asahina. Il est en fait haut placé dans l’armée Mulienne. Arrivant sur Nirai Kanai peu après le décès de Hiroko, il espionnera les agissements d’Ayato, et bien vite, voudra l’affronter pour se venger de lui qui n’a jamais su appréhender les sentiments qu'Hiroko avait pour lui. Il sera éliminé par la destruction de son Dolem par Ayato, celui-ci étant alors uni avec son RahXephon.
Hiroko AsahinaAmie de lycée d’Ayato, cette jeune fille volontaire le retrouvera lorsque celui-ci reviendra sur Tôkyô-Jupiter. S’enfuyant avec le jeune homme hors de Tôkyô-Jupiter, elle y sera rattrapée par son destin de Mulienne. Elle se rendra réellement compte des sentiments qu’elle a pour Ayato en partant avec lui. Elle sera tuée par Ayato lorsque ce dernier tuera le Dolem « Vibrato », dont il ignorait qu’elle venait de devenir l’instrumentiste.

### Terriens, membres de TERRA
TERRA, de l’acronyme espéranto « Tereno Empireo Rapidmova Reakcii Armeo » pour Force de Réponse Rapide de l’Empire Terrien (ou Fédération), est un organisme de recherche et défense soutenu par la fondation Bahbem et l’Alliance (forces unies des humains).
Ayato KaminaÂgé de 17 ans, il a grandi à Tôkyô-Jupiter, avant de se retrouver “catapulté” en dehors de cette même ville. Les Muliens à l’origine de l’isolement de Tôkyô dans une singularité de type « Jupiter », en ont profité pour effacer la mémoire de celui-ci et du reste de la population restée coincée là-bas. Recruté par TERRA après sa fuite, il se rapprochera d’Haruka Shitow, la jeune femme qui l’aura fait sortir de Tôkyô et avec qui il avait eu une histoire d’amour lorsqu'il était âgé de 14 ans. Au fil des épisodes, Ayato découvre qu’il n’est pas un Mulien comme il est soupçonné de l’être par TERRA au commencement. Fortement lié à RahXephon, il atteindra le Yol-téotol, accédera au titre de Rah et se transformera en « Rahxephon sacré », inondant le monde de musique.
Haruka ShitowAyant vécu son enfance à Tôkyô-Jupiter, où elle tomba amoureuse de Kamina Ayato lorsqu’ils avaient tous deux 14 ans, cette jeune femme de 29 ans a été séparée de son monde natal lors de l’arrivée de Mu. Elle a par la suite grandi sous la tutelle de son oncle Rikudo Shôgo, alors qu’Ayato resta bloqué dans Tôkyô-Jupiter. Appréciée par l’équipe de TERRA, où elle travaille en tant qu’agent des renseignements, elle retrouvera et développera de nouveaux sentiments amoureux pour Ayato, qu’elle cherchera à protéger à n’importe quel prix. On apprendra qu’avant le remariage de sa mère, elle se nommait Haruka Mishima, nom qui hante Ayato comme le souvenir fantôme de son amour perdu. Ainsi la jeune Mishima Reika, qui guide Ayato dans le RahXephon et que ce dernier ne cesse de peindre, n’est autre le souvenir de la jeune Haruka.
Jin KunugiCommandant de TERRA (à l’apparence proche de Gotô dans Patlabor), il porte en lui un lourd passé. Sous les ordres de Kuki Masayoshi, passé depuis lors dans le camp de Mu, il a dû lancer l’arme nucléaire au cours de la première guerre contre Mu. Travaillant alors pour la défense nationale, il tua ainsi des millions d’innocents, dont sa propre fille. Apparemment froid et distant, il montrera au fil des épisodes un aspect plus humain envers ses subalternes, qui par ailleurs l’apprécient. Il mourra en utilisant une arme créant une autre singularité de type « Jupiter », cette fois ci autour de Nirai Kanai alors évacuée, détruisant ainsi une partie des forces Muliennes.
Shirô WatariGrand chef de TERRA, Watari apparaît sporadiquement, préférant déléguer le pouvoir à Jin. Ayant joué un rôle crucial pour la mise en place du drame, il préfère être observateur du dénouement de celui-ci. Certains l’appellent aussi professeur Kamina. Il s’avère qui est le mari de Maya Kamina et le père d’Ayato, séparé de ces derniers par la singularité « Jupiter », il changea de nom.
Itsuki KisaragiAncien petit ami d’Haruka, le responsable scientifique de TERRA s’occupe des recherches sur RahXephon. Toujours serviable, il s’entend avec toute l’équipe de TERRA y compris Makoto Isshiki, pourtant haï par les autres, qu’il connaît depuis l'enfance. Il a une marque de naissance similaire à celle d’Ayato, en effet ils sont tous deux les fils de Quon, issus de manipulations génétique.
Megumi ShitowPetite sœur d’Haruka, cette adolescente guidera Ayato dans sa découverte du monde lors de son arrivée sur Nirai Kanai. Énergique et généreuse, Megumi saura s’effacer en découvrant que les deux garçons dont elle tombera successivement amoureuse (Sôichi et Ayato) sont épris d’autres qu’elle.
Makoto IsshikiEnvoyé par l’Alliance (et la fondation Bahbem) pour surveiller les agissements de TERRA, l’arrogant Ishiki se fait bien vite haïr de toute la base. Prenant les commandes de TERRA à la suite du renvoi de Jin, il déclenchera le dénouement du drame ce qui le conduira à son renvoi, au retour de Jin, à son arrestation et enfin à la folie.
Rikudo ShôgoOncle d’Haruka et Megumi, il s’avèrera être le père adoptif de Maya et donc beau-père de Watari et grand-père d’Ayato.
Sôichi YakumoJeune homme ouvert, souriant et disponible, il est le bras droit de Jin. Sôichi prendra peu à peu une importance croissante au sein de TERRA, jusqu’à commander TERRA après la mort de Jin. C’est le personnage se considérant le plus proche d’Ayato au niveau du caractère. Ils ont un peu la même vision des relations entre humains. Enfin, il se fera tuer involontairement par Ayato vers la fin de la série.
Kim HotalAmi de Megumi et Haruka, elle tombera amoureuse de Sôichi.
Elvy HadhiyatCapitaine de l’escadrille volante de TERRA, cette jeune femme au fort tempérament et meilleure amie d’Haruka aura beaucoup de mal à accepter qu’Ayato devienne indispensable au combat et prenne tous les risques avec RahXephon. Quand elle apprendra qu’Ayato n’est pas réellement humain, elle aura du mal à l’accepter … mais ce ressentiment s’estompera rapidement. C’est elle qui testera le nouveau prototype de Vermillon, arme de la fondation Bahbem.
Sayoko NanamoriAssistante d’Itsuki, dont elle est amoureuse, elle ne supportera pas la relation privilégiée d’Haruka avec Itsuki. En voulant aider Itsuki en s’alliant avec Ishiki elle ne produira que l’effet inverse. Possédée par un Dolem, elle en gardera de graves séquelles et s’assombrira au fil de la série. Elle finira par poignarder Itsuki et se suicidera dans la foulée.

### Terriens, autres
Reika MishimaCette mystérieuse jeune fille de 17 ans guide Ayato jusqu’au RahXephon. Apparemment morte dès le troisième épisode, elle réapparaîtra cependant étrangement quand notre héros aura à faire avec le RahXephon. Appelée Ixtli par de nombreuses autres personnes, elle jouera un rôle capital dans le parcours d’Ayato. Il s’avèrera qu’elle est le souvenir altéré d’Haruka, estompé dans la mémoire d’Ayato par les Muliens. Cet aspect de la relation de ces personnages est clarifié dans la “Coda” du dernier épisode nommée The Dandelion Girl.
Ernst Von BähbemCréateur de la fondation Bahbem, qui manipule l’Alliance et TERRA, ce vieil homme âgé de plusieurs siècles, voire de plusieurs millénaires, est à l’origine de toute l’histoire et tire bien des ficelles dans l’ombre. Il est le créateur du système RahXephon, alors qu’il était parmi les Muliens.
Helena BähbemNièce d’Ernst, elle est sa voix et ses yeux au centre de TERRA où elle imposera les décisions de son oncle. Ayant passé son enfance avec Itsuki et Makoto, elle est particulièrement proche des deux hommes. Ernst finira par se “transférer” dans son corps, avant que celui-ci (ou celle-ci) ne soit tué(e) par Futagami.
Jôji FutagamiJournaliste autorisé par Watari à enquêter sur TERRA, cet homme rusé saura apporter les réponses aux questions que se posent les différents protagonistes, mais jamais gratuitement, tout en cachant son jeu pour la partie finale. Il aidera Ayato aussi à sa manière. Il s’avère que ce dernier est en réalité un membre de la Division VI, division des renseignements de l’Alliance.

## Lieux
Tôkyô-JupiterVille de Tôkyô, isolée du reste de la Terre par une singularité de type « Jupiter » (ainsi nommée en raison de son aspect rappelant la planète du même nom), qui l'enveloppe dans un espace-temps où le temps est décalé de 12 ans par rapport au reste du monde.
Nirai KanaiÎle du sud du Japon ou s’est implantée TERRA.

## Distribution des voix

### Voix japonaises
- Hiro Shimono : Ayato Kamina
- Aya Hisakawa : Haruka Shitow
- Hōko Kuwashima : Kuon Kisaragi
- Māya Sakamoto : Mishima Reika
- Ayako Kawasumi : Megumi Shitow
- Jōji Nakata : Jin Kunugi
- Kōki Miyata : Soichi Yagumo
- Mitsuru Miyamoto : Itsuki Kisaragi
- Toshihiko Seki : Makoto Isshiki
- Katsunosuke Hori : Johji Futagami
- Ichiko Hashimoto : Maya Kamina
- Yuu Sugimoto : Elvy Hadhiyat

### Voix françaises
- Fabien Briche :  Ayato Kamina
- Agnès Manoury :  Haruka Shitow
- Celia Charpentier : Kuon Kisaragi
- Éric Peter : Jin Kunugi
- Alexandre Olivier : Soichi Yagumo
- Martial Leminoux : Itsuki Kisaragi
- Cyril Artaux : Makoto Isshiki
- Patrick Bethune : Johji Futagami
- Bérangère Jean : Megumi Shitow, Sayoko Nanamori
- Nathalie Homs : Maya Kamina
- Suzanne Sindberg : Elvy Hadhiyat

### Voix anglaises
- Chris Patton : Ayato Kamina
- Monica Rial : Haruka Shitow
- HKira Vincent-Davis : Kuon Kisaragi
- Mandy Clark : Reika Mishima
- Hilary Haag : Megumi Shitow

## Fiche technique
- Réalisateur : Yutaka Izubuchi
- Musique : Ichiko Hashimoto / Yôko Kanno
- Scénario : Fumihiko Takayama
- Character design : Akihiro Yamada
- Mecha design : Mitchiaki Sato et  Yoshinori Sayama
- Design : Shingo Takeba
- Direction de l'animation : Hirotoshi Sano

## Épisodes
1. Premier Mouvement : Invasion de la Capitale (OVER LORD)
2. 2e Mouvement : Eveil de Dieu et de l'Homme (AWAKENING)
3. 3e Mouvement : Une Ville pour Deux (Welcome to our town)
4. 4e Mouvement : Sa Propre Montre (Watch the year hand)
5. 5e Mouvement : Nirai-Kanai (On Earth As It Is In Heaven)
6. 6e Mouvement : Villes Anéanties (Lost Song Forgotten Melodies)
7. 7e Mouvement : Le Jour du Rassemblement (Phantom in the Cloud)
8. 8e Mouvement : Froide Nuit, Sainte Nuit (The Dreaming Stone)
9. 9e Mouvement : Le Temple du Temps (SANCTUARY)
10. 10e Mouvement : Sonate de la Réminiscence (War In The remembrance)
11. 11e Mouvement : Le Circuit de Kyoja (NightMare)
12. 12e Mouvement : L'Œuf Noir (Resonance)
13. 13e Mouvement : Spécimen Humain no 1 (Sleeping Beauty)
14. 14e Mouvement : Le Garçon Dans le Miroir (Time After Time)
15. 15e Mouvement : La Nuit des Enfants (Child Hood's End)
16. 16e Mouvement : L'Île des Autres (The Moon Princess)
17. 17e Mouvement : Retour au Labyrinthe (Ground Zero)
18. 18e Mouvement : Les Liens du Sang Bleu (The Memory Of A Lost City)
19. 19e Mouvement : Ami Bleu (Ticket to Nowhere)
20. 20e Mouvement : La Bataille de l'Artisan (Interested Parties)
21. 21e Mouvement : Le Sceau de Xephon (Good Bye My Friend)
22. 22e Mouvement : Opération Annihilation de Jupiter (Down Fall)
23. 23e Mouvement : D'ici à l’Éternité (Where The Sweet Bird Song)
24. 24e Mouvement : Passage Vers l'Accord (Twin Music)
25. 25e Mouvement : La Musique Incertaine de Dieu (Deus Ex Machina)
26. Mouvement Final : Bien Au-delà de l'Eternité (Time Enough For Love)

## Produits dérivés

### Film
- Rahxephon Tagen Hensōkyoku (en) (2003)

### OAV
- 2003 : RahXephon Interlude. Bonus du jeu vidéo.

### Manga
- Yutaka Izubuchi et Takeaki Momose, RahXephon, Génération Comics 2002

### Art book
- Rahxephon BIBLE (2003)

### Jeu vidéo
- 2003 : RahXephon: plusculcus

### Musiques
- RahXephon Original Soundtrack 1 SOUNDTRACK, de Ichiko Hashimoto
- RahXephon Original Soundtrack 2 SOUNDTRACK, de Ichiko Hashimoto
- RahXephon Motion Picture O.S.T., de Ichiko Hashimoto
- RahXephon O.S.T. 3, de Ichiko Hashimoto
- RahXephon Sound Drama

## Commentaires

### Influences
Cet anime est fortement marqué par des inspirations légendaires et plus particulièrement de la civilisation de Mu et par des références à la civilisation maya. Au fil des épisodes, la série nous invite à suivre les inévitables et indissociables destinées d’Ayato et du monde.
L’opération Overlord au début de l’histoire fait référence au débarquement allié en Normandie en 1944, ici il ne s’agirait pas d’une libération de l’Europe mais d’une libération de Tokyo et l'opération Downfall à la fin de celle-ci au projet d'invasion du Japon par les Alliés à la fin de la guerre du Pacifique.

### Comparaison avec d'autresanime
RahXephon est parfois comparé à Neon genesis Evangelion. Les deux anime, produits à 7 ans d'intervalle, bien qu'ayant quelques points communs sont pourtant différents. Même s'il s’agit de deux anime traitant du genre mecha sur une Terre ravagée par une catastrophe planétaire et ponctuellement attaquée par des entités immenses pas si éloignées de l'humanité, le traitement est différent. Pour Evangelion, il est plus sur la science, la kabbale et les légendes judéo-chrétiennes, les interactions entre chaque personnages de la NERV. Pour RahXephon, il est plus artistique et basé sur les mythes de Mu et d'Amérique du sud, et tout tourne autour du personnage central, le pilote du xephon. La ressemblance la plus flagrante reste celle avec Yūsha Raideen, série de la Sunrise de 1976 dont le robot titre et RahXephon partagent de nombreux points communs : origine Mulienne du pilote, arc comme arme principale sans oublier l’attaque sonique « God Voice ».